# Hvem er Hvem?
Hvem er Hvem? är ett norskt bokverk som givits ut av Aschehoug och som kommit i flera utgåvor. 
"Boken har kun til hensikt å gi en rekke faktiske oplysninger om vedkommende person", skriver författaren Hj. Steenstrup i förordet till utgåvan 1938. Det var alltså inte biografier i form av karakteristiker av personerna man hade för avsikt att lämna läsarna. 
Från 1938 var planen att ge ut boken vart tredje år, men andra världskriget förstörde det upplägget. På den tiden kom en liknande bok ut årligen i Danmark (Kraks Blå Bog) och vart annat år i Sverige (Vem är det). 
Verket blev till genom att man för varje utgåva tillskrev de omtalade personerna med en kopia av upplysningarna från föregående utgåva och bad om att få information om nya fakta som kommit till. Omkring 75 procent av de tillskrivna svarade på förfrågningarna, resten måste författare och förlag själva skaffa fram. 
Den senaste utgåvan redigerades av Knut Olav Åmås och snävades in till 1 000 personer. Denna skiljer sig från de äldre i stil genom att artiklarna är mer journalistiska med personkarakteristiker utöver de rent biografiska årtalsupplysningarna. Omkring 340 av biografierna har underskrift.

## Utgåvor
- 1:a utgåvan - 1912. 3500 personer. 291 sidor.
- 2:a utgåvan - 1930. 3250 personer. 461 sidor.
- 3:e utgåvan - 1934. 3500 personer. 573 sidor.
- 4:e utgåvan - 1938. 3525 personer. 580 sidor.
- 5:e utgåvan - 1948. 3529 personer. 615 sidor.
- 6:e utgåvan - 1950. 3902 personer. 686 sidor.
- 7:e utgåvan - 1955. 3893 personer. 723 sidor.
- 8:e utgåvan - 1959. 3866 personer. 747 sidor.
- 9:e utgåvan - 1964. 3792 personer. 687 sidor.
- 10:e utgåvan - 1968. 3861 personer. 627 sidor.
- 11:e utgåvan - 1973. 3840 personer. 632 sidor.
- 12:e utgåvan - 1979. 3850 personer. 730 sidor.
- 13:e utgåvan - 1984. 626 sidor.
- 14:e utgåvan - 1994. 4900 personer. 662 sidor.
- 15:e utgåvan - 2008. 1000 personer. 662 sidor.

3:e utgåvan hade också ett register över omkring 2000 personer omtalade i utgåva 1 och 2 som hade avgått med döden 1934. 4:e utgåvan hade med de 400 som avlidit sedan 3:e utgåvan kom ut. 
Hvem er Hvem? räknar upp födelsedatum, utbildning, arbeten och förtroendeuppdrag. Verket tar också med äkta makar och vederbörandes födelsedatum, föräldrar till både de biograferade och deras äkta makar med årtal för födelse och död. Man kan också få en översikt över ordnar och medaljer den enskilde har mottagit, men utan årtal för tilldelandet.